# San Andrés de Cutervo (distrito)
San Andrés de Cutervo é um distrito do Peru, departamento de Cajamarca, localizada na província de Cutervo.

## Transporte
O distrito de San Andrés de Cutervo é servido pela seguinte rodovia:
- PE-3ND, que liga a cidade de Pimpingos ao distrito de Cutervo[1][2][3]